# Retrato de Bindo Altoviti
Retrato de Bindo Altoviti (en italiano Ritratto di Bindo Altoviti) es una pintura del artista renacentista italiano Rafael Sanzio, acabada hacia el año 1514. Es una pintura al óleo sobre tablilla con unas dimensiones de 60 centímetros de alto y 44 cm de ancho. Se conserva en la Galería Nacional de Arte de Washington D. C., Estados Unidos.

## Historia
Bindo Altoviti era un rico banquero nacido en Roma en 1491, pero de origen florentino. Su familia fue expulsada de Florencia por la oposición al dominio de los Médici y encontró refugio en Roma. Era un hombre cultivado, amante de las artes. Este mismo personaje sería efigiado nuevamente, ya mayor, por Cellini, en un busto de bronce (Museo Isabella Stewart Gardner de Boston).
Esta pintura perteneció a los descendientes de Altoviti hasta que en el año 1808 fue vendida a Luis I de Baviera. Permaneció en la Alte Pinakothek hasta el año 1936, cuando, después de muchos debates sobre su autoría, fue sacado mediante triquiñuelas de la Alemania nazi por «astutos marchantes ingleses». Adquirida por Samuel Henry Kress, el retrato pasó en consecuencia a ser propiedad de la Galería Nacional de Arte de Washington.

## Análisis
La posición del sujeto, graciosa, casi afeminada, junto al fuerte contraste de luces y sombras son atípicos en la obra de Rafael, particularmente en sus retratos masculinos, demostrando la experimentación del artista con diferentes estilos y formas en su último periodo romano. La influencia de las obras de Leonardo, que Rafael estudió detalladamente durante este periodo de su carrera, es muy evidente en esta pieza en particular.